# 6703-as mellékút (Magyarország)
A 6703-as számú mellékút egy közel harminc kilométer hosszú, négy számjegyű országos közút Somogy vármegyében. Elméletileg Kaposvár nyugati és Marcali keleti vonzáskörzetei között biztosítana közvetlen közúti összeköttetést, de e szerepét jelenleg nem igazán tölti be, mivel több szakaszán szilárd burkolat nélküli útként húzódik, egyes részein időszakosan az átmenő forgalom is korlátozott lehet.

## Nyomvonala
A 6701-es útból ágazik ki, annak 5,550-es kilométerszelvénye közelében, Juta központjában. Nyugatnak indul, kezdeti szakasza a Hősök tere nevet viseli, de 150 méter után északnyugatnak fordul, később inkább a nyugat-északnyugati irányt követi, Dózsa György utca néven. 1,4 kilométer után lép ki a lakott területről, 1,7 kilométer után pedig már Hetes területén jár.
A 3. kilométere előtt éri el Hetes község házait, itt Vikár Béla utca néven húzódik északi irányba fordulva a község keleti részén, majd 3,9 kilométer után nyugatnak fordul, miközben a települési neve nem változik. 4,5 kilométer megtételét követően éri el a település lakott területének északnyugati szélét, ott egy elágazása következik: észak-északnyugat felé a 6706-os út indul Csombárd-Osztopán felé, a 6703-as pedig nyugat-északnyugati irányban folytatódik.
A 6. kilométerénél átlép Mezőcsokonya területére, e község lakott területét 7,4 kilométer előtt kevéssel éri el. 7,8 kilométer után egy elágazáshoz ér a falu központjában: nyugat felé a 6705-ös út indul Somogysárdra, a 6703-as pedig észak felé folytatódik, Fő utca néven. A Google Utcakép szerint az út irányaként a kereszteződésnél álló útjelző KRESZ-tábla Pusztakovácsit tünteti fel, bármilyen utalás nélkül arra, hogy a folytatás egy része földút lenne.
Innen azonban az út minősége gyors romlásnak indul. A település református templomáig, 8,3 kilométerig északnak halad, azt elérve nyugatnak fordul – a neve itt Kossuth Lajos utca –, 8,8 kilométer után pedig kilép a házak közül. A 9. kilométerénél eléri a község temetőjét, onnantól elfogy a burkolt szakasza és rossz minőségű földútként húzódik tovább, északnyugat felé haladva. (A Google Utcaképen az innen következő, mintegy 4,5 kilométeres szakasza nem járható be.)
A nyomvonal 13,1 kilométer után ér Somogysárd területére, és 13,7 kilométer után találkozik egy észak-déli irányban húzódó burkolt úttal. Ez dél felől a 6702-es számot viseli, ez az útszám a kilométer-számozását tekintve itt ér véget, bő 11,5 kilométer után, egyenes folytatása pedig a 6703-as út részévé válik. Innen Sörnyepuszta településrész házai között húzódik, Mező utca néven. A 14,4 után egy iránytörése van, majd 14,7 után még egy, de ott már ismét rossz minőségű útként folytatódik, újból északnyugat felé. A Google Utcakép 2019 őszén elérhető felvételei szerint azok készítése idején, 2012-ben e szakasz sorompóval le is volt zárva a forgalom elől.
Az út nyomvonala 16,2 kilométer után éri el Somogyfajsz határát, nem sokkal 18 kilométer megtétele után pedig belép a községbe. 18,3 kilométer után egy kereszteződéshez ér: kelet felől a 6712-es út torkollik bele, Osztopán felől, szűk 8,5 kilométer után, a 6703-es számozás pedig egyenesen folytatódik észak-északnyugat felé. (A Google Utcakép tanúsága szerint itt egy KRESZ-tábla jelzi a dél felé tartóknak, hogy több kilométeren földúton való haladásra kell számítaniuk.)
Somogyfajsz belterületén az út a Kossuth Lajos utca nevet viseli, a 19. kilométere után kicsit nyugatabbnak fordul, majd 19,3 kilométer után egy elágazáshoz ér: a 67 128-as út indul ki innen északnyugat felé, a zsákfalunak tekinthető Libickozma központjába; az út pedig északnak folytatódik, Petőfi Sándor utca néven. 20,6 kilométer után lép ki a községből és kicsivel ezután már át is lép a Marcali járásba, Pusztakovácsi területére.
Pusztakovácsi lakott területét 21,3 kilométer után éri el, ott a települési neve Fő utca. Ez a falu hosszan elnyúlik észak-déli irányban, az út már a huszonötödik kilométerszelvényén is túljut, amire elhagyja a község legészakabbi házait is, ott már Kossuth Lajos utca néven húzódva. Így is ér véget, beletorkollva a 6704-es útba, amely itt nagyjából 7,5 kilométer megtételén van túl.
Teljes hossza, az országos közutak térképes nyilvántartását szolgáló kira.gov.hu adatbázisa szerint 28,138 kilométer.

## Települések az út mentén
- Juta
- Hetes
- Mezőcsokonya
- Somogysárd-Sörnyepuszta
- Somogyfajsz
- Pusztakovácsi